# San Cataldo
San Cataldo é uma comuna italiana da região da Sicília, província de Caltanissetta, com cerca de 23.177 habitantes. Estende-se por uma área de 75 km², tendo uma densidade populacional de 309 hab/km². Faz fronteira com Caltanissetta, Mussomeli, Serradifalco.

## Demografia
| Variação demográfica do município entre 1861 e 2011                               |
|                                                                                   |
| Fonte: Istituto Nazionale di Statistica (ISTAT) - Elaboração gráfica da Wikipedia |